# Batalla de La Culebrera
La batalla de La Culebrera (o de Buenavista) fue un enfrentamiento armado librado el 28 de octubre de 1840 durante la guerra de los Supremos entre las fuerzas leales al gobierno de la República de la Nueva Granada y rebeldes provenientes de la provincia del Socorro, acabando con victoria de las primeras.

## Antecedentes
El grueso del ejército gubernamental, mandado por los generales Tomás Cipriano de Mosquera y Pedro Alcántara Herrán marchó al sur, a enfrentar al rebelde José María Obando, quien amenazaba Popayán, logrando derrotarlo en Huilquipamba el 30 de septiembre de 1840. Esto dejó a Bogotá, la capital del país, sin guarnición y el gobernador de la provincia del Socorro, Manuel González, para alzarse en armas el 21 de septiembre usando de pretexto la entrada de tropas ecuatorianas al país para enfrentar a Obando (algo unánimemente rechazado, sobre todo porque Ecuador deseaba modificar la frontera, pero que el Congreso colombiano terminó aceptando).
El gobierno envió al coronel Manuel María Franco con 50 húsares a enfrentarlo, esto entusiasmo al sargento mayor Alfonso Acevedo Tejada, jefe de la pequeña guarnición de Vélez, quien se le unió a orillas del río Suárez. Con 400 soldados avanzan hasta el arroyo La Polonia, cerca de El Socorro, donde son emboscados el 29 de septiembre. Tras la victoria, González se proclamó jefe supremo de «un Estado que conformarían las provincias del Socorro, Tunja, Pamplona y Casanare» e inició la marcha a la capital. En la medianoche del 12 de octubre, el presidente José Ignacio de Márquez, temeroso, huyó a Popayán para unirse al ejército de los generales Mosquera y Herrán, dejando a cargo a su vicepresidente, general Domingo Caicedo. El presidente viajó por Sumapaz descendiendo el valle de Neiva hasta llegar a su destino el 24 de octubre. Para justificar tal acto adujo a problemas de salud pero todo mundo lo acusó de cobardía.

## Batalla
Caicedo intentó negociar, pero la oposición de González y el doctor Vicente Azuero hizo fracasar el intento. Había convocado a los líderes de las facciones liberales (exaltados y moderados) para enviar una comisión unida a parlamentar pero la exigencia rebelde de retirar a las tropas ecuatorianas de Pasto (lo que dejaría desprotegida la ciudad) y promulgar una nueva constitución federal no podían aceptarse. Justo al mismo tiempo, llegó a la capital el coronel Juan José Neira, quien supo movilizar a los habitantes a través del miedo a que los llaneros saquearan la urbe. Serían apenas 2.000 bogotanos, infantería de artesanos principalmente, reclutados por Neira cuando recorrió las calles de la capital a caballo y lanza en mano según cuenta Joaquín Posada Gutiérrez en sus Memorias histórico-políticas (también aprovechó de destruir las imprentas santanderistas para atemorizar a la oposición). Neira, considerado un héroe, organizó la escasa guarnición en cuatro fuerzas: una cerca del Puente del Común, otra a la entrada de Bogotá, una tercera en la Plaza de Bolívar a modo de reserva y, por último, 500 jinetes con los que salió por Funza y Cota a enfrentar al enemigo. Mientras, González estaba en Zipaquirá celebrando y organizando los festejos para su esperada victoria.
Cerca de la hacienda Buenavista, en el camellón La Culabrera, entre Chía y Cota, sobre una cuchilla que cortaba la sabana, la vanguardia rebelde, formada por 300 jinetes llaneros, fue emboscada por Neira. Por un momento, la vanguardia del gobierno estuvo a punto de ser rodeada por un enemigo muy superior en número pero una carga liderada personalmente por Neira, quien había sido herido gravemente en una pierna por una lanza al comienzo del combate, puso en fuga a los rebeldes. En la refriega fue lanceado el cabecilla rebelde Juan Antonio Samper. Los llaneros, viendo muerto a su jefe, huyeron y arrastraron al resto de la columna revolucionaria. Los gubernamentales persiguieron a sus enemigos y los dispersaron en dirección a Tunja.

## Consecuencias
La victoria gubernamental desanimó a los distintos focos rebeldes, sin embargo, la guerra continuó y el mismo González, refugiado en Casanare, pudo reorganizar sus fuerzas para volver a la ofensiva hasta su derrota final en Aratoca.
Neira murió por sus heridas el 7 de enero de 1841, siendo proclamado «salvador de Bogotá» y enterrado con honores.